# Unenlagia
Az Unenlagia (jelentése 'félmadár', a mapucse uñen 'fél' és lag 'madár' szavak latinizált összetételéből) a dromaeosaurida theropoda dinoszauruszok egyik neme. A késő kréta kori Dél-Amerikában (a késő turoni–kora coniaci alkorszakok idején) élt Unenlagia a dromaeosauridák Gondwana szuperkontinensről ismert rendkívül madárszerű alcsaládja, az Unenlagiinae tagja volt, és közeli rokonságban állt az olyan dinoszauruszokkal, mint a Buitreraptor és a Neuquenraptor (amely talán azonos ezzel a nemmel). Makovicky és szerzőtársai kijelentették, hogy a „repülő raptor”, a Rahonavis szintén ebbe a csoportba tartozhat, ami azt jelentheti, hogy az Unenlagia talán másodjára vált röpképtelenné egy repülő, Rahonavisszerű ősből kifejlődve, illetve, hogy a repülés képessége legalább kétszer fejlődött ki. Mark Norell és kollégái 2006-ban szintén úgy találták, hogy a Rahonavis az Unenlagia testvértaxonja.
Az Unenlagia különösen madárszerű volt. Fernando E. Novas és Pablo F. Puerta úgy ítélték meg, hogy a csípője nagyon hasonlít a korai madáréra, az Archaeopteryxére. Az Unenlagia vállöve az evezőszárnyú repüléshez alkalmazkodott. Mivel 2 méter hosszú testével valószínűleg túl nagy volt a repüléshez, vagy repülő ősökből fejlődött ki vagy a Rahonavis (ha unenlagiina volt) fejlődött ki a repüléshez jól alkalmazkodott (de ahhoz túl nagy) dromaeosauridákból, az Archaeopteryx fejlődési vonalától függetlenül, abban az időben, amikor a madarak más fejlődési vonalai nagymértékű adaptív radiáción mentek keresztül.

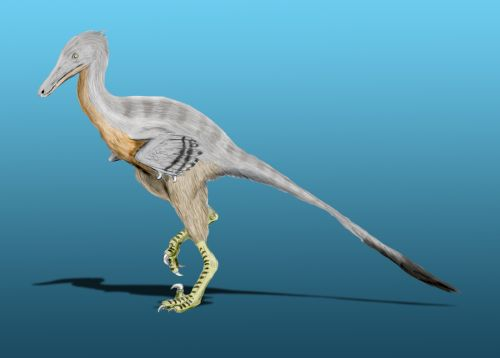
–

 Az Unenlagia nembe két faj tartozik: a Rio Neuquén-formációban felfedezett típusfaj, az U. comahuensis, melyről Novas és Puerta 1997-ben készített leírást, és a Portezuelo-formációban talált U. paynemili, melyet Jorge O. Calvo és szerzőtársai írtak le 2004-ben.

## Fordítás
- Ez a szócikk részben vagy egészben az Unenlagia című angol Wikipédia-szócikk ezen változatának fordításán alapul.  Az eredeti cikk szerkesztőit annak laptörténete sorolja fel. Ez a jelzés csupán a megfogalmazás eredetét és a szerzői jogokat jelzi, nem szolgál a cikkben szereplő információk forrásmegjelöléseként.